# Перчатка Брайля
Перча́тка Бра́йля (англ. Braille Glove) — коммуникационное устройство для слепоглухих людей, используемое для тактильного приема и передачи информации, по принципу рельефно-точечного тактильного шрифта Брайля, с использованием компьютеров и мобильных телефонов.

## Об устройстве
Устройство представляет собой перчатку с расположенными на ней контактными группами, которые при соединении друг с другом осуществляют передачу сигналов, определяемых как точки в шрифте Брайля, а также с расположенными на ней вибрационными сигнализаторами, используемые для приема сигналов, определяемых как точки в шрифте Брайля. Контактные группы указанного устройства выполнены из токопроводящего материала.

## Другие брайлевские устройства
Существующей альтернативой перчатке Брайля являются брайлевские дисплеи, используемые незрячими людьми для чтения с компьютера. В 2019 году заявлено о появлении альтернативного устройства, используемого для общения слепоглухих.
Согласно патенту устройство также может быть использовано слепоглухими людьми как переводчик для общения на других языках, в которых используется шрифт Брайля.

## Производители
В настоящий момент устройство поступило в продажу только в Японии и производится только одной компанией, расположенной г. Фукуока.